# The Adventures of Ichabod and Mr. Toad
The Adventures of Ichabod and Mr. Toad é um filme estadunidense de animação produzido pela Walt Disney Productions e distribuido pela RKO em 1949.
É o 11.º filme de animação dos estúdios Disney e marca o último filme lançado com histórias curtas, fato iniciado com Fantasia em 1940.

## Segmentos
O filme é composto de dois segmentos, ambos baseados em obras literárias populares nos Estados Unidos:

### The adventures of Mr. Toad
Um sapo chamado J.T. sapo é louco por manias e seus amigos tentam parar essa moda de ser dele. Mas ele fica louco pelo carro a motor e por conta disso vai para prisão. Mas ele foge e vai provar que é inocente numa arriscada aventura.

### The Legend of Sleepy Hollow
A história de Ichabod Crane e o Cavaleiro Sem-Cabeça baseia-se na obra "The Legend of Sleepy Hollow", de Washington Irving. Ichabod é um professor muito esquisito. Ele fica apaixonado pela bela Katrina e ganha um inimigo, Broom. Mas é muito difícil Ichabod vencer essa briga para ficar com Katrina e Broom vai usar uma arma contra Ichabod: seu medo pelos fantasmas.

## Elenco
- Bing Crosby como Ichabod, Brom Bones, Narrador ("The Legend of Sleepy Hollow")
- Eric Blore como J. Thaddeus Toad
- Basil Rathbone como Narrador ("The Wind In the Willows")/Policial
- J. Pat O'Malley como Cyril Proudbottom, Winkie, Policial
- Colin Campbell como Moley
- Campbell Grant como Angus MacBadger
- Claude Allister como Ratty
- Leslie Dennison como Juiz
- Pinto Colvig como Ichabod (gritos), vozes adicionais  ("The Legend of Sleepy Hollow")
- Mel Blanc como Cyril Proudbottom (canções,não creditado)

## Prêmios e indicações
Globo de Ouro 1949 (EUA)
- Ganhador na categoria de "Melhor Fotografia a Cores".